# Golfo de Messênia
Localização do Golfo da Messênia: Sudeste da Europa, Mar Mediterrâneo. Comprimento: 72 km (45 mi). Largura: 42 km (26 mi) (min)
O golfo de Messênia (português brasileiro) ou golfo de Messénia (português europeu) (em grego: Μεσσηνιακός Κόλπος; romaniz.: Messiniakós Kólpos) é um mar que é parte do mar Jônico.  O golfo está circunscrito pelas costas do sul da Messênia e pela costa do sudoeste da península de Mani na Lacônia. Suas fronteiras são a Ilha Venetiko à oeste e o Cabo Tênaro à sudeste. Os litorais do ocidente são principalmente situados na parte baixa, são férteis e bem-desenvolvidos, enquanto o litoral oriental é dominado pelos contrafortes do sul do Taigeto e, comparativamente, rochosos e inacessíveis, com alguns estabelecimentos.
O Rio Pamisos deságua para o golfo próximo ao povoado do porto de Calamata, que é o maior centro urbano do golfo.

## Lugares perto do golfo
- Coroni - oeste
- Longa - oeste
- Petalidi - noroeste
- Messini - noroeste
- Calamata - nordeste
- Cardamile - leste
- Selinitsa - leste
- Trochilo - sudeste
- Areópolis - sudeste
- Gerolimenas - sudeste